# Клуб «Сніданок»
Клуб «Сніданок» (англ. The Breakfast Club) — американський художній фільм режисера Джона Г'юза. Прем'єра відбулася 15 лютого 1985 року.
«Клуб „Сніданок“» неодноразово визнавався одним з найкращих молодіжних фільмів усіх часів, і є однією з найвідоміших робіт Джона Г'юза.

## Сюжет
Дія фільму відбувається 24 березня 1984 року у школі вигаданого містечка Шермер, що знаходиться поблизу Чикаго.
Головні герої — п'ятеро учнів, Еллісон Рейнольдс, Ендрю Кларк, Джон Бендер, Браян Джонсон та Клер Стендіш. Школярі покарані адміністрацією школи, а тому повинні провести суботу у шкільній бібліотеці. Вони мають написати твір під наглядом асистента директора Річарда Вернона. Після того, як Вернон вирушає до свого кабінету, Бендер починає висміювати Браяна та Ендрю і сексуально домагатися Клер, у той час, як Еллісон не промовляє ані слова.
Ближче познайомившись одне з одним, вони діляться своїми секретами. З'ясовується, що Еллісон — компульсивна ошуканка з дефіцитом уваги, Ендрю ненавидить свого батька, Бендер потерпає через домашнє насильство, а Браян і Клер соромляться своєї незайманості. Вони бояться, що коли покарання закінчиться, вони повинні будуть повернутися до свого звичного життя і більше не зможуть бути друзями…

## У ролях

Головні герої фільму. Зліва-направо: Джон Бендер, Енді Кларк, Еллісон Рейнольдс, Клер Стендіш, Браян Джонсон

- Еллі Шиді — Еллісон Рейнолдс («дивачка»)
- Еміліо Естевес — Ендрю «Енді» Кларк («спортсмен»)
- Джадд Нельсон — Джон Бендер («хуліган»)
- Ентоні Майкл Голл — Браян Джонсон («мозок»)
- Моллі Рінгволд — Клер Стендіш («принцеса»)
- Пол Глісон — Річард «Дік» Вернон, віцедиректор школи
- Джон Капелос — Карл Рід, шкільний прибиральник